# Kaibutsu-kun
Kaibutsu-kun (怪物くん), ursprungligen en japansk tecknad manga (1965-68) and anime (1969-69, 1980-82; spin-off 2011).  

## Karaktärer
- Kaibutsu Tarō
- Hiroshi Ichikawa
- Utako Ichikawa
- Franken
- Dracula
- Wolfman
- Doctor Noh
- Kaiko-chan